# Tuberosidad isquiática
La tuberosidad isquiática o promontorio del isquion o hueso de nalga es un abultamiento óseo del isquion, la parte inferior del hueso coxal. La tuberosidad del isquion se localiza en la porción superior y posterior de la rama de isquion y, junto con la punta del cóccix, forma la apertura inferior de la pelvis. Cuando un individuo se sienta, el peso corporal recae con frecuencia sobre la tuberosidad isquial. Este promontorio isquiático es palpable en la región glútea media, a la misma altura del trocánter mayor del fémur.

## Divisiones
La tuberosidad isquiática se divide en dos porciones, una porción inferior, rústica y algo triangular y una porción superior, lisa y cuadrilátera.
- La porción inferior se subdivide por una cresta longitudinal que atraviesa la mitad inferior desde la base hasta el ápice del triángulo rugoso que conforma esta porción inferior. Dicha cresta divide esta región en dos:
  - la mitad externa, la más alejada de la línea media del cuerpo, provee el punto de inserción del músculo Aductor mayor del muslo;
  - la mitad interna da inserción al ligamento sacrociático mayor o sacrotuberoso.

- La porción superior se subdivide en dos áreas por una cresta oblicua que corre de arriba abajo:
  - de la mitad superior y externa parte el músculo semimembranoso;
  - en la mitad inferior e interna se inserta la cabeza larga del bíceps crural y del semitendinoso.

## Patologías
La tuberosidad isquiática es uno de los puntos de presión en el paciente postrado que ocasiona la aparición de úlceras de presión. Los traumatismos violentos a la región glútea pueden causar fractura de la tuberosidad isquiática.

## Imágenes adicionales

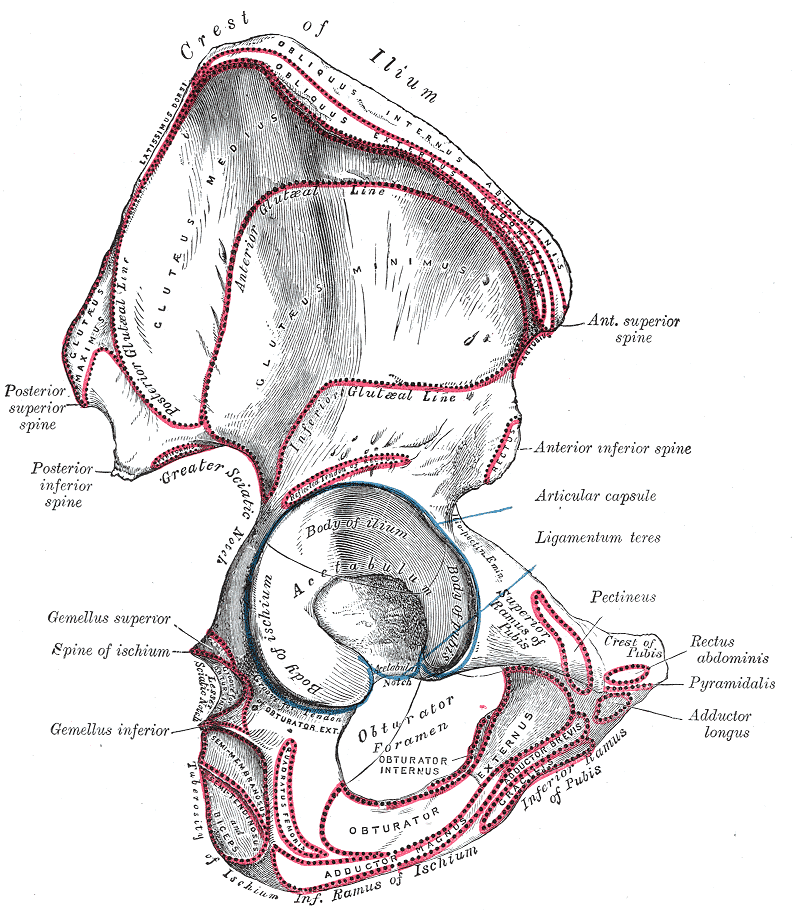
Tuberosidad isquiática remarcada abajo y a la izquierda.
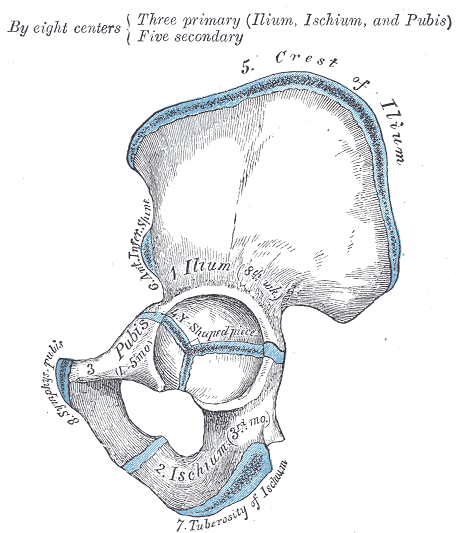
Hueso de la cadera, tuberosidad del isquion abajo, en azul.
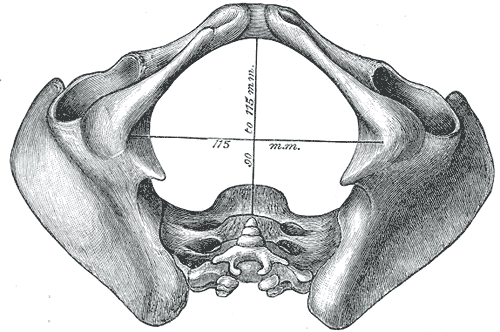
Diámetros de la pelvis femenina, la lateral parte de una tuberosidad isquiática a la opuesta.
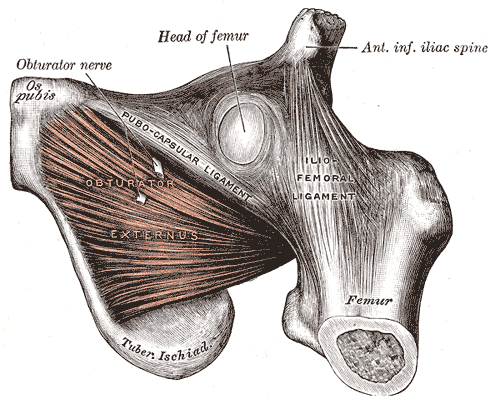
Tuberosidad isquiática en relación con la articulación de la cadera.